# Мурданния кейзак
Мурданния кейзак (лат. Murdannia keisak) — однолетнее травянистое растение из семейства Коммелиновые (Commelinaceae), распространённое в пределах России только на Дальнем Востоке — в Приморье и Приамурье (на север — до Зейско-Буреинской равнины).
Этот вид внесён в Красную книгу Хабаровского края.

## Морфология
Однолетник до 30 (50) см высотой с прямостоячими, лежачими или лазящими стеблями. Листья стеблеобъемлющие, ланцетные, 3—6 см длиной и 4—8 мм шириной, обычно голые, с влагалищами 5—10 мм длиной. Цветки расположены по 1—3 в пазухах верхних листьев, слегка уменьшенных по сравнению со стеблевыми. Околоцветник двойной. Чашечка из трёх свободных, ланцетных, острых чашелистиков 4—7 мм длиной. Венчик 7—10 мм в диаметре, розовый, редко белый, лепестки свободные, лишь немного длиннее чашелистиков. Из шести тычинок три видоизменены в стаминодии. Плод — коробочка с тремя гнёздами и двумя-тремя сплюснутыми семенами в каждом гнезде.

## Распространение
За пределами России встречается в Японии, Китае, Корее, занесена на восток Северной Америки и в южную Европу.

## Экология
Цветёт в конце лета — начале осени. В России растёт на болотах и болотистых лугах, по берегам водоёмов, иногда на рисовых полях. В Корее — один из наиболее распространённых сорняков рисовых посевов (Rao et al., 2007), в Индии, Индонезии и Малайзии также принадлежит к числу сорняков рисовых полей (Moody, 1989).